# تركز
ترْكَزْ أو torkoz وهي من القبائل العربية الموريتانية المشهورة، بطونها موزعة بين منطقتي البراكنة وتكانت بموريتانيا ومنها ماهو بالمملكة المغربية خصوصا بمنطقة عوينة الهنا 

## نسب تركز
يعود نسبها بالاساس إلى عبد الرحمان بن أبي بكر الملقب بعبد الرحمان الركاز أو الركاظ.
وهو عبد الرحمان بن أبي بكر بن عبد الله بن سيدي سالم بن سيدي إبراهيم بن سيدي عثمان بن سيدي عبد الله بن سيدي جعفر بن سيدي سالم بن عبد الرحمان بن حبيب بن عبيدة بن عقبة بن نافع بن عبد القيس بن لقيط بن عامر بن أمية بن الظرب بن أمية بن الحارث بن فهر بن مالك بن النضر (قريش) بن كنانة بن خزيمة بن مدركة بن إلياس بن مضر بن نزار بن معد بن عدنان.

## بطونها
ينتشر ابناءها في عدة مناطق وخاصة بموريتانيا وهي الأصل وكذلك بالمغرب خاصة بمنطقة عوينة الهنا قرب عمالة أسا.
فأما أعراشها المتواجدة بالمغرب هي:
-أَوْلَادُ مَلََكْ
-أَوْلَادُ مٌومَنْ
-أَوْلَادُ أَعْجـِـي
-أَوْلَادُ اِنْدَار
- أولاد يحيى
و كذلك بموريتانيا:
-أَوْلَادُ سِيدِي أَحْمَدْ
-لَغْوَارَبْ
-لَبْرَارْكَة
-أَوْلَادُ بَلْحَمَرْ
-أَوْلَادُ تِيكِي
-إيدْقِينْ

## الرواية المشهورة
لما عزم أبوبكر بن عامر على الخروج راود قوما على الخروج معه من نسل عقبة المستجاب تبركا بهم وهم أربعة رجال: محمد بن عبد الله جدّ مدلش وابن أخيه عبد الرحمن بن أبي بكر جدّ تركز وسيد محمد الكنتي جدّ كنته وعبد الله جدّ إدغزينب". قلت وفي هذا النسب بعض مخالفة لما مر في تاريخ الشيخ سيدية بابه والذي تقدم أحق وأصدق والله أعلم وسار بالرجال الأربعة في جيشه ومعه كثير من ملوك لمتونة الذين قال فيهم ابن الخطيب:
- قد طلعت بمغرب لمتونة في دولة عزيزة ميمونه.
- تجمع ديننا وعفافا وكرم لم يدر قوم فضلها حتى انصرم.
- منهم أبو بكر حليف الدين ويوسف هو ابن تاشفين.

فلما وصل الجيش جبل لحمادة في أرض الساقية بات ولا ماء معه فصارت فارس الولي عبد الرحمن بن أبي بكر تنبش الأرض بيدها وتصهل فضرب عبد الرحمن موضع حافرها بقوسه فتفجر الماء من ذلك فسمي الركاز وسمي الماء بالفرصية. وهي منطقة قرب الحمادات.

## تصنيفها
تصنف تركز كإحدى قبائل الزوايا وتطلق كلمة الزوايا إصطلاحا في الثقافة البيظانية على مجموع القبائل المهتمة بالعلم ونشره، فهم حملة العلم والدين بالبلاد قاطبة، وقال فيهم الشيخ بابا بن الشيخ سيديا الإبيري «أنهم سموا بهذا الاسم لملازمتهم الزاوية، وهي موضع العبادة» وأورد محمد محمود بن محمد سالم المدلشي تعريفا تاريخيا لهم إذ قال «أنه على عهد المرابطين كانت هناك فئة من المجتمع تنقطع للعبادة والعلم وأنهم كانوا يلزمون الزاوية، وأن منهم أجداد قبائل الزوايا في بلاد القبلة».
و قد خاضت تركز عدة حروب مع عدة قبائل كالسماسيد وأيت اوسى واولاد جرار وغيرهم.
و لعل هاته الحروب يعود أساسها إلى التزاحم بين هاته القبائل في المرعى ومصادر المياه وطرق التجارة واسباب أخرى، لكن هاته الحروب وغيرها لم تسئ إلى مفهوم الزاوي إطلاقا، إذ ظل مفهوم الزاوي يدل على التدين والورع والزهد، وأهم شيء قدمته قبائل الزوايا لمجتمع البيظان هو إنعاش الحياة العلمية والثقافية بالبلاد، فأنجبت لنا قبائل الزوايا علماء أثبتوا مع الوقت أنهم بلغوا من الرسوخ في العلم ما أهلهم لأن يدرسوا ويفتوا في جامع الأزهر والزيتونة والقرويين، بل لجأ السلطان العثماني في أواسط القرن ال 19 إلى استخدام مستشار في المجال الثقافي من أصل بيظاني وهو «سيدي محمد محمود بن التلاميذ التركزي» الذي أوفده في سفارة مشهورة إلى إيطاليا وإسبانبا وفرنسا.

## أشهر الآعلام
نذكر من أولئك على سبيل المثال لا الحصر فريد زمانه وشيخ أقرانه مصحح القاموس في الأزهر، اللغوي الفذ والجهبذ النحرير مجدد عصره العلامة الجليل: محمد محمود ولد التلاميد التركزي الشنقيطي، الذي غطت شهرته الآفاق، كما نذكر أيضا العلامة الجليل والولي الصالح الشيخ لمرابط السيدي ولد سيد الأمين الذي عرف بالعلم والورع والزهد، وكانت له محظرة كبيرة تدرس علوما كثيرة وقد تخرج منها العديد من العلماء والزهاد والوعاظ من أمثال الولي الصالح ابن الأولياء وأبو الأولياء لمرابط عبد الفتاح الذي عرف بالصلاح والعلم والزهد والورع وكان من أكبر علماء البلاد وأساتذتها في علوم القرآن وما تزال محظرته موجودة في لتفتار يقيم عليها الشيخ إسماعيل ولد الشيخ محمد يحيى حفظه الله، ويوجد فرعها الآخر في مركز مال الإداري ويقيم عليه العلامة الجليل لارباس ولد الطلبة الحاصل على جائزة شنقيط للدولة من خلال كتابه الذخيرة في الرسم والضبط في المقرأ في علوم القرآن، وقد تخرج من هذه المحظرة العديد من علماء البلد وصلحائه، ونذكر من خريجي مدرسة لمرابط السيدي بن سيد الأمين، سيد عبد الله الملقب محفوظ ولد أحمد إبراهيم الذي عرف هو الآخر بالورع والزهد والصلاح وكان شيخا لمحظرة كبيرة تخرج منه الكثير من حفظة القرآن وعلومه، كما تخرج من مدرسة لمرابط السيدي بن سيد الأمين أيضا محمد قاظي ولد أهلية الكبير والد سميه محمد قاظي ولد أهلية إمام جامع قرية أشرم حاليا وغيرهم كثر